# Eberhard August Wilhelm von Zimmermann
Eberhard August Wilhelm von Zimmermann (* 17. August 1743 in Uelzen; † 4. Juli 1815 in Braunschweig) war ein deutscher Geograph und Biologe.

## Herkunft
Seine Eltern waren der Propst und Superintendent von Uelzen Johann Christian Zimmermann († 28. Mai 1783) und dessen Ehefrau Henriette Charlotte Königs.

## Leben
Eberhard August Wilhelm von Zimmermann studierte von 1761 bis 1765 an den Universitäten in Leiden, Halle und Göttingen (vielleicht auch in Berlin bei Leonhard Euler) Naturgeschichte (Medizin), Philosophie, Mathematik und Geographie. In Göttingen schloss Zimmermann sein Studium mit einer mathematischen Veröffentlichung aus dem Bereich der Kurvendiskussion ab.
Ab 1766 lehrte er am Collegium Carolinum in Braunschweig als Professor für Mathematik, Physik und Naturgeschichte. Zimmermann publizierte einige naturwissenschaftliche Arbeiten, darunter die vielbeachtete Geographische Geschichte des Menschen und der allgemein verbreiteten vierfüßigen Thiere (3 Bände, 1778–1783), durch die er allgemein bekannt wurde. Von Ilsenburg aus nahm er 1775 gemeinsam mit dem Ingenieuroffizier und späteren Generalmajor Bonaventura von Rauch mit Hilfe eines speziellen Barometers eine Höhenmessung des Brockens vor. 1778 wurde Zimmermann zum korrespondierenden Mitglied der Akademie der Wissenschaften zu Göttingen und später auch anderer Akademien ernannt, so 1808 der Bayerischen Akademie der Wissenschaften. 1796 wurde er in den Reichsadelsstand erhoben. Ab 1801 war Zimmermann von seinen Lehrverpflichtungen entbunden, um sich voll seinen publizistischen Arbeiten widmen zu können.
Er war Mitglied der Braunschweiger Freimaurerloge Jonathan und zeitweilig deren Meister vom Stuhl.
Zimmermann unternahm Reisen durch Livland, Russland, Schweden und Dänemark, hat die Reisen aber wohl nicht zum Studium der Verbreitung der Säugetiere genutzt. Sie dienten vielmehr zur Durchführung naturwissenschaftlicher Messungen und Experimente. Weitere Reisen führten ihn nach England, Frankreich, Italien und die Schweiz, um sich über die wirtschaftlichen Verhältnisse und natürlichen Ressourcen zu informieren.
1806 und 1807 verbrachte Zimmermann in dem damals zum Königreich Dänemark gehörenden Altona. Er starb nach längerer Krankheit am 4. Juli 1815 im Alter von 71 Jahren in Braunschweig.

## Familie
Er heiratete 1770 Anna Elisabeth von Knobloch († 25. Mai 1810). Das Paar hatte einen Sohn: Johann Georg Wilhelm von Zimmermann (* 1772), der als Geheimer Legationsrat in preußischen Diensten stand.

## Leistungen
Eberhard August Wilhelm von Zimmermann gilt als ein wesentlicher Begründer der Tiergeographie, der insbesondere auf den Arbeiten von George Louis Leclerc de Buffon aufbaute. Er kann als Vertreter der Übergangszeit von der klassischen Naturgeschichte zur „Biologie“ als eigenständige Wissenschaft vom Leben gelten.

## Werke (Auswahl)

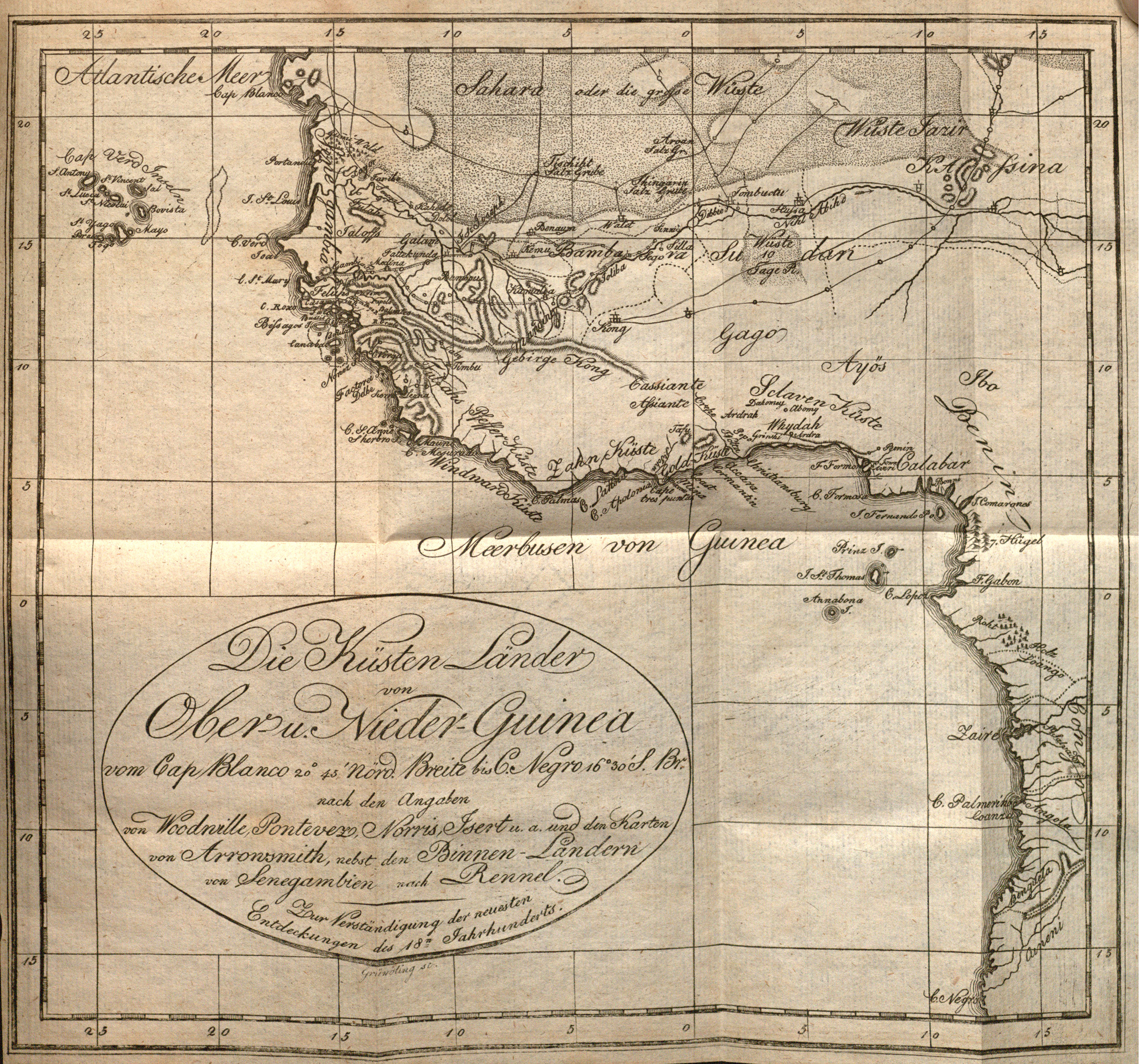
Zimmermann, Die Küsten Länder von Ober- u. Nieder-Guinea, 1802

- Beobachtungen auf einer Harzreise nebst einem Versuche, die Höhe des Brockens durch das Barometer zu bestimmen. Verlag der Fürstlichen Waisenhaus-Buchhandlung, Braunschweig 1775
- Geographische Geschichte des Menschen und der vierfüßigen Tiere. Nebst einer hierher gehörigen zoologischen Weltcharte. 3 Bände, Weygandsche Buchhandlung, Leipzig 1778–1783, OCLC 8766966. (Digitalisat Band 1)
- Über die Kompressibilität und Elastizität des Wassers. Leipzig 1779, OCLC 247199635.
- Frankreich und die Freistaaten von Nordamerika. Band 1, Voss, Berlin 1795, OCLC 312560863. (Nachdruck, Kessinger Pub Co, 2009, ISBN 978-1-104-75104-3.)
- Allgemeine Übersicht Frankreichs von Franz I. bis auf Ludwig XVI. Berlin, Braunschweig 1800 (Band 2 von Frankreich und die Freystaaten von 1795), OCLC 46250270.
- Taschenbuch der Reisen. 12 Jahrgänge, Leipzig 1802–1813, OCLC 241484417., Digitalisat
- Die Erde und ihre Bewohner. 5 Bände, Leipzig 1810–1815.
  - Die Erde und ihre Bewohner nach den neuesten Entdekkungen. Ein Lesebuch für Geographie, Völkerkunde Produktenlehre und den Handel. (Band 3) G. Fleischer der Jüngere, Leipzig 1811, OCLC 65250987. (Nachdruck, Nabu Press, 2011 ISBN 978-1-247-87685-6.)